# David Hodne

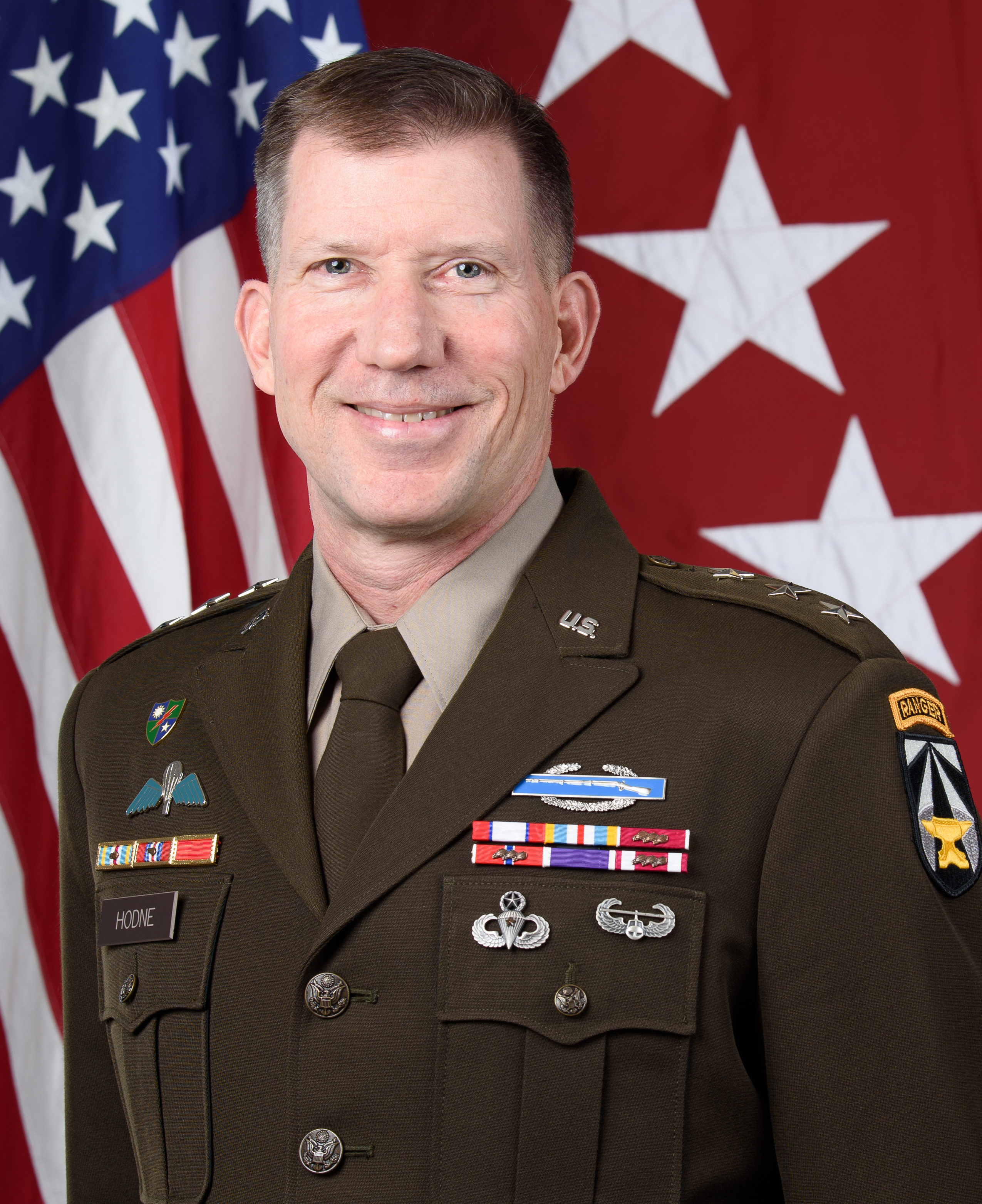
David M. Hodne (2024)

David Matthew Hodne (* 30. November 1969 in New York) ist ein Generalleutnant der United States Army. Er war unter anderem Kommandeur der 4. Infanteriedivision. Zurzeit (Mai 2024) ist er Stabsoffizier beim United States Army Futures Command.
In den Jahren 1987 bis 1991 durchlief Davis Hodne die United States Military Academy in West Point. Nach seiner Graduation wurde er als Leutnant der Infanterie zugeteilt. In der Armee durchlief er anschließend alle Offiziersränge vom Leutnant bis zum Drei-Sterne-General.
Im Lauf seiner militärischen Karriere absolvierte er verschiedene Kurse und Schulungen. Dazu gehörten unter anderem das Command and General Staff College und das United States Army War College. Außerdem erhielt er einen akademischen Grad von der Georgetown University.
In seinen jüngeren Jahren absolvierte er den für Offiziere in den niederen Rangstufen üblichen Dienst in unterschiedlichen Einheiten und Standorten. Dazu gehörten auch Aufgaben als Stabsoffizier in verschiedenen Hauptquartieren. Im weiteren Verlauf seiner Karriere kommandierte er Einheiten auf fast allen Ebenen bis hin zum Divisionskommandeur. Hodne nahm in unterschiedlichen Funktionen und Dienstgraden am Zweiten Golfkrieg, am Irakkrieg und am Krieg in Afghanistan teil. Dabei war er mehrfach im Irak und in Afghanistan stationiert. In Afghanistan war er Kommandeur zweier Bataillone des 75. Rangerregiments.
Er war Stabsoffizier beim United States Central Command und Leiter der Stabsabteilung G3 der 4. Infanteriedivision. Am 2. Juli 2018 erreichte er mit seiner Beförderung zum Brigadegeneral die Generalsränge. Gleichzeitig wurde er Leiter der United States Army Infantry School in Fort Benning dem heutigen Fort Moore. Dieses Amt hatte er zwischen Juli 2018 und Juli 2021 inne.
Daran schloss sich eine Versetzung nach Fort Carson in Colorado an, wo er als Nachfolger von Matthew McFarlane neuer Kommandeur der 4. Infanteriedivision wurde. Dieses Amt übte er zwischen dem 19. August 2021 und dem 13. Juni 2023 aus, als David S. Doyle seine Nachfolge antrat. Im Rahmen der Operation Atlantic Resolve waren Teile der Division zwischenzeitlich in Polen eingesetzt. Kurz vor seiner Zeit als Divisionskommandeur wurde David Hodne am 25. Februar 2021 zum Generalmajor befördert.
Im Juni 2023 wurde er zum Stab des Chief of Staff of the Army in Washington, D.C. versetzt, wo er bis zum Dezember 2023 Stabsoffizier in zwei unterschiedlichen Funktionen war. Am 9. Januar 2024 erfolgte seine Beförderung zum Generalleutnant. Gleichzeitig wurde er zum Stab des United States Army Futures Commands versetzt, wo er dessen Abteilung für Zukunftsgestaltung und Konzepte (Futures and Concepts) leitet. Dieses Amt übt er bis heute (Mai 2024) aus.

## Orden und Auszeichnungen
David Hodne erhielt im Lauf seiner militärischen Laufbahn unter anderem folgende Auszeichnungen:
- Army Distinguished Service Medal
- Defense Superior Service Medal
- Legion of Merit
- Bronze Star Medal
- Meritorious Service Medal
- Joint Service Commendation Medal
- Army Commendation Medal
- Navy and Marine Corps Commendation Medal
- Air Force Commendation Medal
- Army Achievement Medal
- National Defense Service Medal
- Southwest Asia Service Medal
- Afghanistan Campaign Medal
- Iraq Campaign Medal
- Global War on Terrorism Expeditionary Medal
- Global War on Terrorism Service Medal
- NATO-Medaille
- Kuwait Liberation Medal (Kuwait)
- Purple Heart